# Gambiran (Pamotan)
Gambiran is een bestuurslaag in het regentschap Rembang van de provincie Midden-Java, Indonesië. Gambiran telt 1928 inwoners (volkstelling 2010).